# Florica Bagdasar
Florica Bagdasar (n. 24 ianuarie 1901, Monastir, Imperiul Otoman – d. 19 decembrie 1978, București) a fost medic cu specialitatea neuropsihiatrie infantilă și a fost prima femeie ministru din România, la  Ministerul Sănătății, în perioada 1946–1948.

## Date biografice și educație
Florica Bagdasar s-a născut la Bitolia/Monastir în Macedonia. Provenea dintr-o familie macedoromână: tatăl ei a fost Sterie Ciumetti, inginer de poduri și șosele și profesor de liceu de matematică, iar mama, Anastasia Papahagi Ciumetti, era soră cu Pericle Papahagi A început liceul la pensionul Pompilian, dar din cauza Primului Război Mondial și a refugiului, a continuat liceul în Moldova, la Roman, absolvind liceul „Roman Vodă” (secția modernă) în 1920. S-a înscris apoi la Facultatea de Medicină din București pe care a absolvit-o în 1925. După stagiile de medic extern și intern la Așezămintele Brâncovenești a obținut diploma de doctor în medicină și chirurgie și dreptul de liberă practică. În 1927 s-a căsătorit cu dr. Dumitru Bagdasar cu care a avut o căsnicie model. Proaspăt căsătoriți, soții Bagdasar au plecat în Statele Unite, la Boston, la specializare profesională; Florica pentru a urma cursuri de sănătate publică la Harvard, Dumitru pentru a-și însuși noile tehnici de neurochirurgie la clinica dr. Harvey Cushing, pionierul neurochirurgiei moderne La Boston Florica Bagdasar a primit bursa Rockefeller. Întorși în țară în 1929, după un stagiu de câțiva ani la Jimbolia și la Cernăuți (Spitalul de Boli Nervoase), soții Bagdasar au ajuns la București unde s-au stabilit definitiv și au rămas până la sfârșitul vieții. În 1935 dr. D. Bagdasar a obținut, prin concurs, deschiderea primei clinici de neurochirurgie la București. După întoarcerea de la Boston în 1929, până în 1935, tehnologia modernă neexistând, el a operat pe creier în condiții primitive, improvizate: singura persoană care i-a fost constant alături, secondându-l în sala de operație și încurajându-l până când și-a creat propria echipă de neurochirurgie, a fost soția sa.

## Activitate profesională
După ce a trecut prin toată filiera de examene și concursuri, Florica Bagdasar a fost definitivată ca medic primar de psihiatrie, specialitatea igienă mintală. S-a dedicat asistenței neuropsihiatrice și educaționale a copilului. Florica Bagdasar și colaboratoarea sa, Florica Nicolescu (Stafiescu), au elaborat și experimentat cu succes la diverse școli primare propriul abecedar („Carte pentru toți copiii”) și propriul manual de aritmetică, bazate pe ideea globală de grupare și pe scrisul vertical simplificat Aceste materiale didactice aveau scopul de a-i atrage pe copii și de a-i face să învețe cu plăcere, într-un mod mai degrabă ludic. În 1946 s-a înființat Centrul de Igienă Mintală din București, de pe Str. Vasile Lascăr Nr. 14, unde s-au tratat copiii cu deficiențe mintale și tulburări de comportament. Acest centru a fost conceput de Florica Bagdasar după cele mai moderne precepte științifice inspirate din SUA. În calitate de director al acestei instituții, Florica Bagdasar a recrutat și organizat o echipă exemplară de experți, psihologi, pedagogi, logopezi și kinetoterapeuți, care să trateze problemele copiilor. Florica Bagdasar a funcționat ca director al Centrului de Igienă Mintală până în ianuarie 1953
Tot în 1946, după decesul soțului său, care era în acea epocă ministrul Sănătății în guvernul Petru Groza, Florica Bagdasar este numită Ministrul Sănătății, succesoarea soțului ei. Ocupă această poziție de la 26 septembrie 1946 până la 28 august 1948.
Devine astfel prima femeie care deține un cabinet ministerial într-un guvern al României. În anii imediat după război, soții Bagdasar, miniștrii sănătății, s-au înfruntat cu crize grave, care se cereau urgent rezolvate: rețele sanitare decimate de război, lipsuri, sărăcie, foamete cumplită — în special în Moldova unde seceta și iarna aprigă făcuseră ravagii — și care la rândul lor au contribuit la devastatoarele epidemii de tifos exantematic în Moldova și de malarie în Dobrogea Dr. Paul Cortez, cunoscutul psihiatru, și epidemiologul Mihai Ciucă au lucrat direct cu ministrul Sănătății — Florica Bagdasar — în campaniile de combatere ale acestor epidemii.
În 1949 Florica Bagdasar a fost numită conferențiar universitar la Institutul Medico-Farmaceutic (IMF București), unde în cadrul Facultății de Pediatrie, a introdus specialitatea de neuropsihiatrie infantilă (Psihologia copilului normal și patologic). Devine promotor al neuropsihiatriei infantile atât pe plan teoretic cât și pe plan practic, creând valoroase cadre de specialitate
În octombrie 1957 a fost numită vicepreședintă a organizației Crucea Roșie din România. A deținut această funcție timp de câțiva ani.

## Activitate politică
Florica Bagdasar a pășit pe urmele soțului ei, Dumitru Bagdasar, care avea o poziție de stânga încă din tinerețe. Astfel, după 23 august 1944, Florica Bagdasar a devenit membră a Partidului Comunist Român. În 1944-1948 a activat în diferite organizații de masă cu sarcini de răspundere date de partid. A activat în Apărarea Patriotică, Uniunea Patrioților, și în Uniunea Femeilor Democrate din România (UFDR). În perioada 1946-1951 a fost deputată a județului Tulcea în Marea Adunare Națională. În august-septembrie 1946 a făcut parte (singura femeie) din delegația oficială a României la Conferința de Pace de la Paris. De la Paris a plecat în misiune oficială la Stockholm cu scopul de a solicita ajutorul suedezilor (alimente, medicamente) pentru țara devastată de război. După întoarcerea în țară, la 26 septembrie 1946, a fost numită Ministrul Sănătății și a deținut această funcție până la 28 august 1948.
În 1948 a fost decorată cu Ordinul Steaua Republicii Populare Române.

## Dizgrație și reabilitare
Faptul că în 1949 a fost numită conferențiar universitar la Institutul Medico-Farmaceutic din București, iar în octombrie 1957 vicepreședintă a organizației Crucea Roșie din România ar putea sugera că Florica Bagdasar a avut o carieră de neîntreruptă ascensiune, însă între anii 1953–1956 a fost în dizgrație, la un pas de lichidare.
Campania contra Floricăi Bagdasar a început în august 1948, când, fiind în inspecție în Dobrogea în cadrul campaniei antimalarie, Florica Bagdasar a fost eliberată din funcția de Ministru al Sănătății fără vreo explicație prealabilă.. Au urmat ani de zvonuri contradictorii, de intimidare, apariția agenților provocatori. În 1951, colaboratoarea ei cea mai apropiată la Centrul de Igienă Mintală, Florica Nicolescu, a fost arestată, fără mandat de arestare, ca după doi ani de închisoare să fie eliberată, fără sentință de judecată, fără proces, fără a afla care erau acuzațiile care i se aduceau Campania contra Dr. Florica Bagdasar a culminat pe 18 ianuarie 1953, cu un articol de fond din ziarul Scînteia intitulat „Pentru lichidarea deformărilor antiștiințifice în domeniul pedagogiei” Imediat după apariția articolului, Centrul de Igienă Mintală a fost vizitat de o delegație oficială și, în ciuda aprecierii elogioase date de prof. dr. Vlad Voiculescu, Florica Bagdasar a fost „eliberată” din funcția de director și nevoită să predea pe loc dosarele și cheile Institutului. Șocul a fost atât de mare încât s-a îmbolnăvit grav, a fost internată multă vreme în spital (Filaret), a avut nevoie de o operație grea de plămâni, după care însă, în mod miraculos, a început recuperarea. Între timp, articolul din Scânteia a fost „prelucrat” în sesiuni speciale la toate școlile și spitalele din țară, după cum decretase Partidul. Fulminantul articol din Scânteia o acuza pe Florica Bagdasar de „cosmopolitism”, de ploconire slugarnică în fața putredei ideologii burgheze, de pervertirea psihiatriei infantile prin introducerea unor curente obscurantiste de tip Freud etc. A fost anchetată în repetate rânduri. A rămas fără niciun venit, fiindcă pensia după soțul ei de la Academie a fost de asemenea tăiată, iar „Spațiul locativ” a obligat-o să împartă apartamentul unde locuia cu fiica ei, cu o altă familie cu doi copii. Ostracizarea a fost completă: a fost o perioadă de înverșunată dizgrație politică, de persecuție, de lipsuri materiale, de boală. Ironia sorții a făcut probabil ca boala ei atât de gravă s-o salveze de la o soartă și mai cumplită, aceia a unui „proces de demascare” în sensul așa-ziselor devieri.
La sfârșitul anului 1956, valul de teroare stalinistă trecuse peste Florica Bagdasar și au început demersuri de „reabilitare” (concomitent cu programul de „destalinizare” inițiat de Hrușciov în URSS). I s-a propus să reintre în partid, dar a refuzat. În schimb, în octombrie 1957 a fost numită vicepreședintă a Crucii Roșii din România, poziție în care a funcționat câțiva ani. De asemenea, i s-a dat permisiunea de a călători și a avut posibilitatea să-și revadă fiica de mai multe ori în străinătate. A continuat să trăiască în România până la sfârșitul vieții în 1978, fiind o prezență „cvasi-singulară” după aprecierea lui Valeriu Negru: „din punct de vedere politic a fost tolerată, dar nu agreată”.
Sfârșitul dramatic al Floricăi Bagdasar a fost descris de scriitorul american Saul Bellow în romanul său Iarna Decanului. Saul Bellow și-a însoțit soția, Alexandra Bellow (fostă Alexandra Ionescu Tulcea), în România când mama acesteia, Florica Bagdasar, era grav bolnavă, pe moarte. Florica Bagdasar este unul din personajele romanului.
O placă memorială situată pe imobilul din Strada Speranței nr. 13, București, Sectorul 2, reamintește că aici au locuit dr. Dumitru Bagdasar și dr. Florica Bagdasar

## Distincții
- Ordinul Muncii clasa a III-a (12 august 1959) „pentru merite deosebite în opera de construire a socialismului”[22]